# 丹治部站
丹治部站（日语：／ Tajibe eki */?）是位於岡山縣新見市大佐田治部，西日本旅客鐵道（JR西日本）的姬新線車站。

## 歷史
- 1930年（昭和5年）12月11日 - 作備線 中國勝山至岩山之間開業，此站啟用。
  - 當時車站地址為岡山縣阿哲郡丹治部村（日语：丹治部村）田治部。
- 1936年（昭和11年）10月10日 - 作備線成為姬新線一部分，此站成為姬新線車站。
- 1955年（昭和30年）2月11日 - 隨著大佐町（日语：大佐町）成立，車站地址變為岡山縣阿哲郡大佐町田治部になる。
- 1973年（昭和48年）3月12日 - 成為簡易委託車站。
- 1987年（昭和62年）4月1日 - 伴隨國鐵分割民營化，車站由西日本旅客鐵道（JR西日本）營運。
- 2005年（平成17年）3月31日 - 隨著新見市（第二次）成立，車站地址變為岡山縣新見市大佐田治部。
- 2011年（平成23年）3月1日 - 成為無人車站。

## 車站構造

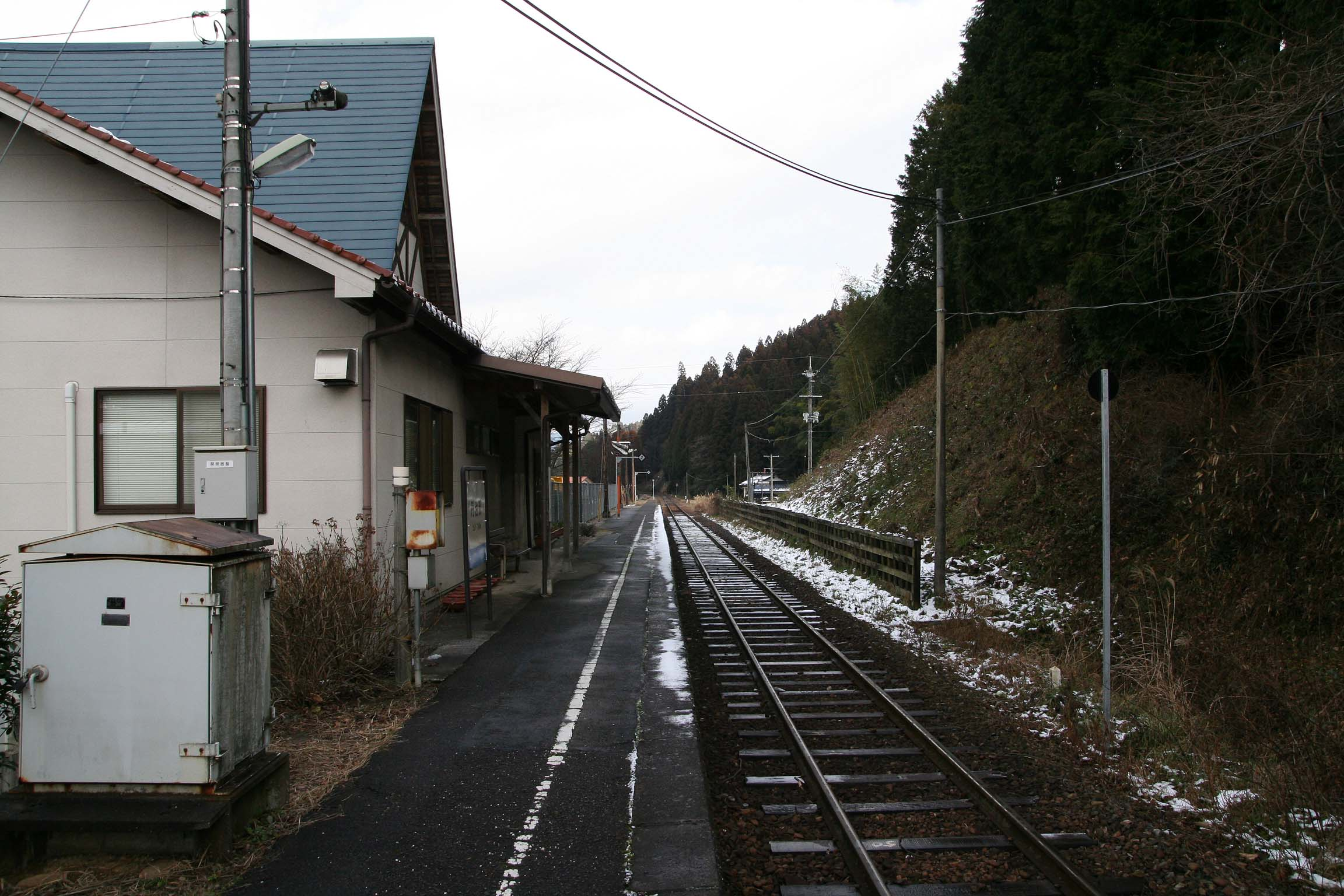
站內（2008年1月3日）

車站是一座地面車站，設有1面1線的單式月台，新見方向的列車會開啟右邊車門。新見方向和津山方向的列車使用同一月台。
此站是由新見站管理的無人車站。此站曾經設有售票櫃臺，為一座簡易委託車站。

## 使用狀況
以下為近年1日平均乘車人次列表。
| 年度 | 1日平均 乘車人次 |
| ---- | ---------------- |
| 1999 | 33               |
| 2000 | 30               |
| 2001 | 29               |
| 2002 | 31               |
| 2003 | 28               |
| 2004 | 29               |
| 2005 | 19               |
| 2006 | 14               |
| 2007 | 15               |
| 2008 | 14               |
| 2009 | 14               |
| 2010 | 9                |
| 2011 | 13               |
| 2012 | 14               |
| 2013 | 16               |
| 2014 | 16               |
| 2015 | 17               |
| 2016 | 17               |
| 2017 | 16               |
| 2018 | 17               |

## 車站周邊

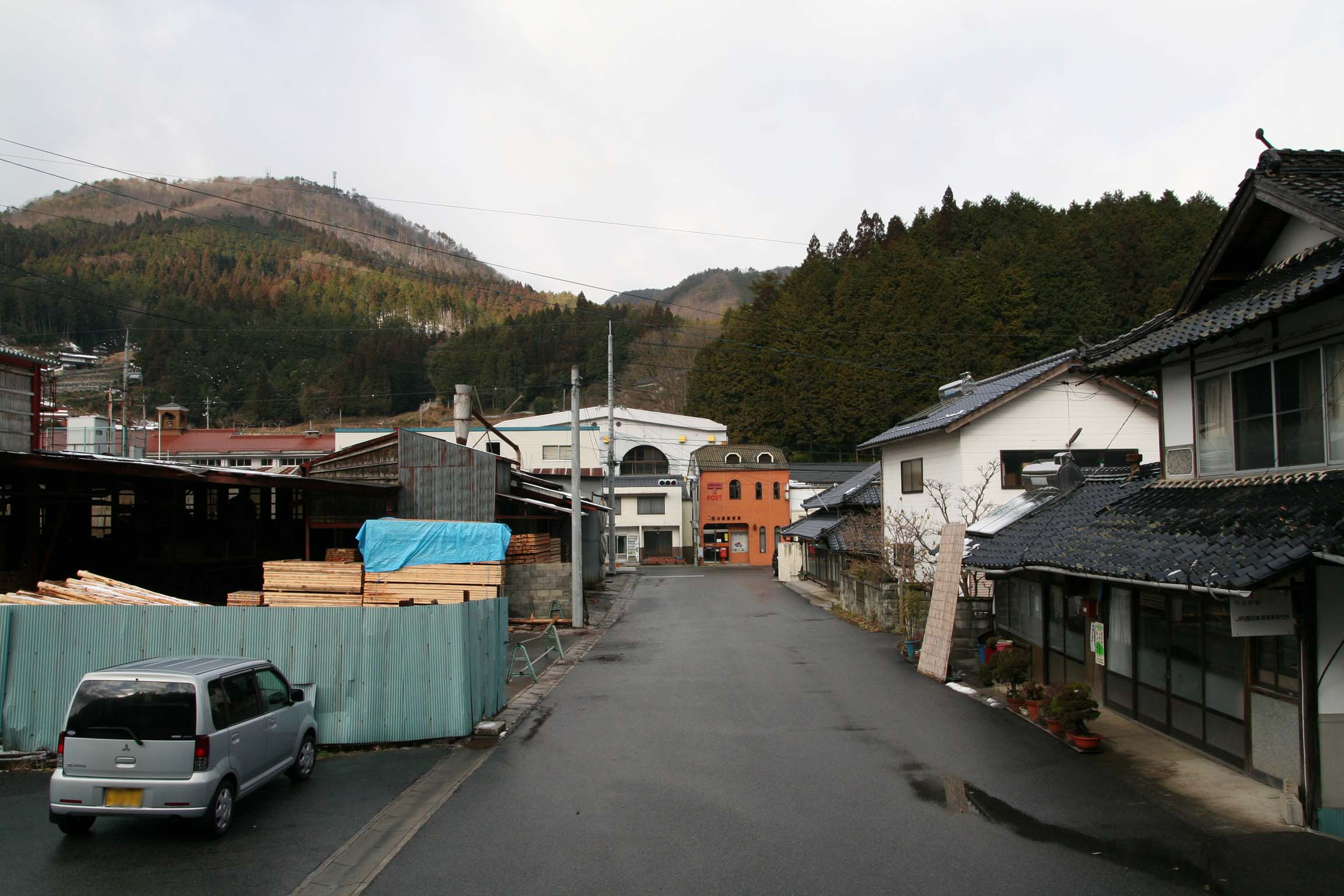
車站周邊（2008年1月3日）

- 田治部郵局
- 國司神社
- 岡山縣道32號新見勝山線（日语：岡山県道32号新見勝山線）
- 中國自動車道大佐服務區、大佐智能交流道
- 社會福祉法人 惠愛會（页面存档备份，存于）

## 相鄰車站
西日本旅客鐵道（JR西日本）
 姬新線
■快速
通過
■普通
刑部－丹治部－岩山

## 注腳
1. ↑  岡山縣統計年報 （页面存档备份，存于）（日語）

## 外部連結
- 丹治部｜車站資訊：JR出門網 - 西日本旅客鐵道（日語）